# Partibrejkers I
Partibrejkers I је први студијски албум српског гаражног рок и панк рок бенда Партибрејкерс, а објављен је 1985. године под окриљем издавачке куће Југотон.

## Опште информације
На албуму се налази дванаест песама рок жанра, које су продуцирали Душан Којић и чланови групе Партибрејкерс. На компакт диск издању објављен је 1995. године од стране издаваче куће WTC Wien.
Налази се на осaмнaестом месту књиге ЈУ 100: најбољи албуми југословенске рок и поп музике, која је објављена 1998. године.

## Списак песама
На албуму се налазе следеће песме :

## Учестововали на албуму

### Партибрејкерс
- Горан Булатовић Манзанера - бубњеви, удараљке
- Љубиша Костандиновић Љуба - гитара
- Небојша Антонијевић Антон - оргуље
- Зоран Костић Цане - вокал, удараљке

### Други
- Бранислав Петровић Банана - хармоника
- Бранислав Тривић - саксофон
- Душан Костић - оргуље, продукција[3]
- Влада Фунтек - сниматељ
- Станислав Милојковић - фотографија